# Rodney Buford
Rodney Alan Buford (nacido el 2 de noviembre de 1977 en Milwaukee, Wisconsin) es un jugador de baloncesto estadounidense. Buford militó en la NBA desde 1999 hasta 2005. Con 1.96 metros de estatura jugaba en la posición de alero.

## Carrera

### Universidad
Buford asistió a la Universidad Creighton, donde promedió 17.9 puntos, 6.1 rebotes y 1.8 asistencias en 118 partidos durante las cuatro temporadas que permaneció allí. En su año sénior fue nombrado All-America y como freshman en 1996 fue elegido en el segundo mejor quinteto de la Missouri Valley Conference. Finalizó su carrera universitaria como el líder de tiros de campo intentados de Creighton con 1.739, de triples anotados con 212, de triples intentados con 558 y de robos con 195. Además, anotó 20 puntos o más en 16 partidos y como júnior lideró la conferencia en anotación (18.9 por encuentro) y sexto en rebotes (7.3 por partido). Su mejor temporada fue la sophomore, firmando 19.6 puntos por partido.

### NBA
Fue seleccionado por Miami Heat en la 53.ª posición de la segunda ronda del Draft de 1999. En los Heat jugó solamente una temporada, aportando 4.3 puntos y 1.4 rebotes en 11.4 minutos de juego durante los 34 partidos que disputó. El 1 de agosto de 2000 fue traspasado junto con Jamal Mashburn, P.J. Brown, Tim James y Otis Thorpe a Charlotte Hornets por Eddie Jones, Anthony Mason, Ricky Davis y Dale Ellis. El 2 de octubre fue cortado por los Hornets, jugando en Italia durante la temporada 2000-01 y en Philadelphia 76ers, equipo al que llegó como agente libre el 22 de diciembre de 2000. En los Sixers apareció en 47 encuentros, firmando unos modestos 5.3 puntos y 1.6 rebotes por noche. Tras firmar con los Heat y volver a ser despedido, fichó por Memphis Grizzlies el 11 de noviembre de 2001, jugando en la franquicia una sola campaña y promediando 9.4 puntos y 4.3 puntos en 28.1 minutos, realizando su mejor temporada en la NBA. 
Durante la siguiente temporada jugó en el Panathinaikos BC de Grecia, antes de fichar por Sacramento Kings el siguiente año, donde prácticamente no jugó, y por New Jersey Nets, realizando una decente campaña con 7 puntos por partido. Tras su estancia en los Nets, regresó a Europa para jugar en el Maccabi Tel Aviv y en el SC Mariupol de Ucrania. Durante su etapa en el Maccabi y en la NBA, Buford tuvo constantes problemas con las drogas, por lo que no ha podido tener una continuación regular en ningún equipo.
En 2009 Buford firmó con el Eisbaeren Bremerhaven de Alemania. El 24 de diciembre de 2009 retornó a Estados Unidos a causa de la muerte de un familiar y no sólo no retornó sino que el club no pudo contactar con él por lo que decidió llevar a cabo la rescisión de su contrato.

## Estadísticas de su carrera en la NBA

### Temporada regular
| Temporada | Edad | Equipo             | Liga | P   | TIT | MIN  | TC  | TCA | %TC  | 3P  | 3PA | %3P  | TL  | TLA | %TL  | R.OF. | R.DEF. | REB | ASIS | ROB | TAP | PER | FP  | PTS |
| 1999-00   | 22   | Miami Heat         | NBA  | 34  | 0   | 11.4 | 1.8 | 4.4 | .411 | 0.2 | 0.9 | .241 | 0.5 | 0.6 | .727 | 0.3   | 1.1    | 1.4 | 0.6  | 0.3 | 0.2 | 0.3 | 1.3 | 4.3 |
| 2000-01   | 23   | Philadelphia 76ers | NBA  | 47  | 0   | 12.2 | 2.2 | 5.1 | .432 | 0.3 | 0.8 | .421 | 0.5 | 0.6 | .828 | 0.3   | 1.2    | 1.6 | 0.4  | 0.4 | 0.1 | 0.6 | 1.4 | 5.3 |
| 2001-02   | 24   | Memphis Grizzlies  | NBA  | 63  | 21  | 28.1 | 4.1 | 9.4 | .435 | 0.3 | 1.1 | .243 | 0.9 | 1.3 | .725 | 0.8   | 3.5    | 4.3 | 1.1  | 0.7 | 0.2 | 1.0 | 1.7 | 9.4 |
| 2003-04   | 26   | Sacramento Kings   | NBA  | 22  | 0   | 6.4  | 0.9 | 2.5 | .339 | 0.0 | 0.1 | .000 | 0.1 | 0.3 | .500 | 0.3   | 0.4    | 0.7 | 0.3  | 0.3 | 0.0 | 0.2 | 0.4 | 1.9 |
| 2004-05   | 27   | New Jersey Nets    | NBA  | 64  | 17  | 20.5 | 2.9 | 7.6 | .382 | 0.5 | 1.7 | .315 | 0.6 | 0.7 | .822 | 0.5   | 2.4    | 3.0 | 1.0  | 0.6 | 0.1 | 0.5 | 1.6 | 7.0 |
| Total     |      |                    | NBA  | 230 | 38  | 18.2 | 2.7 | 6.7 | .412 | 0.3 | 1.1 | .300 | 0.6 | 0.8 | .758 | 0.5   | 2.1    | 2.6 | 0.8  | 0.5 | 0.1 | 0.6 | 1.4 | 6.4 |

### Playoffs
| Temp.   | Edad | Equipo             | Liga | P  | MIN | TCA | TC | 3PA | 3P | TLA | TL | R.OF. | REB | ASIS | ROB | TAP | PER | FP | PTS | %TC  | %3P  | %FT   | MIN  | PTS  | REB | AST |
| 1999-00 | 22   | Miami Heat         | NBA  | 1  | 16  | 4   | 8  | 1   | 2  | 2   | 2  | 0     | 1   | 1    | 0   | 0   | 0   | 3  | 11  | .500 | .500 | 1.000 | 16.0 | 11.0 | 1.0 | 1.0 |
| 2000-01 | 23   | Philadelphia 76ers | NBA  | 15 | 72  | 8   | 24 | 3   | 6  | 2   | 2  | 5     | 12  | 3    | 4   | 1   | 4   | 15 | 21  | .333 | .500 | 1.000 | 4.8  | 1.4  | 0.8 | 0.2 |
| 2003-04 | 26   | Sacramento Kings   | NBA  | 5  | 32  | 5   | 12 | 1   | 3  | 1   | 2  | 0     | 5   | 3    | 2   | 0   | 0   | 2  | 12  | .417 | .333 | .500  | 6.4  | 2.4  | 1.0 | 0.6 |
| 2004-05 | 27   | New Jersey Nets    | NBA  | 3  | 4   | 0   | 0  | 0   | 0  | 0   | 0  | 0     | 0   | 0    | 0   | 0   | 0   | 0  | 0   |      |      |       | 1.3  | 0.0  | 0.0 | 0.0 |
| Total   |      |                    | NBA  | 24 | 124 | 17  | 44 | 5   | 11 | 5   | 6  | 5     | 18  | 7    | 6   | 1   | 4   | 20 | 44  | .386 | .455 | .833  | 5.2  | 1.8  | 0.8 | 0.3 |

## Trivia
- Con su esposa Angela tiene dos gemelos; Raegina y Rodney Jr.
- Su película favorita es Pooty Tang, elige a Martin como mejor serie, y el hip hop y R&B como música preferida.
- Disfruta jugando a los videojuegos con su hijo en su tiempo libre.
- El jugador al que más ha admirado en su infancia ha sido Michael Jordan.
- Miami es su ciudad NBA favorita.